# Loxoblemmus longipalpis
Loxoblemmus longipalpis är en insektsart som beskrevs av Lucien Chopard 1928. Loxoblemmus longipalpis ingår i släktet Loxoblemmus och familjen syrsor. Inga underarter finns listade i Catalogue of Life.